# 粤省事
粤省事是一个为中华人民共和国广东省居民提供政务服务的数字平台。其小程序于2018年5月上线，由数字广东网络建设有限公司开发和运营，由广东省政务服务数据管理局管理。2022年5月13日，粤省事推出手机客户端。该平台亦设有微信公众号。

## 发展
2017年10月，腾讯、中国联通、中国电信和中国移动四家公司共同投资创建数字广东网络建设有限公司，该公司为粤省事提供了技术支持并负责运营工作。2018年5月21日，粤省事微信小程序完成开发并上线，广东省人民政府举行新闻发布会介绍粤省事。据统计，截至2019年10月11日，粤省事微信小程序实名用户有1885万人，公众号关注数有467万人，上线的服务有747项，可办理的电子证件有62种，累计业务量3.25亿笔。2022年5月13日，粤省事推出客户端，新增“一键亮码”、“团体码”、“粤省事码”、“个人数字空间”、查询核酸检测点、一键转换“关怀版”、地市特色服务大厅和数字人民币专区等功能服务。

## 功能
用户需要填写真实姓名、中华人民共和国居民身份证号码等信息，并通过人脸识别身份验证通过才能使用。成功登录后，可以绑定并生成中华人民共和国居民身份证、中华人民共和国居民户口簿、中华人民共和国机动车驾驶证、中华人民共和国护照、中华人民共和国社会保障卡等62种证件的电子版本，这些电子证件与纸质证件具备同等的法律效力。此外，粤省事亦上线了其他政务服务，包括公安部门、人力资源与社会保障部门、教育部门、税务部门等多个部门的高频服务事项。负责粤省事开发和运营的腾讯云政府行业总经理王刚表示，原先各政府部门的信息系统是孤立不互通的，所以广东省居民要办理事务的时候往往需要到各个部门分别办理，而粤省事让各个部门的信息实现共享，使广东省居民办理事务时只需要去一个部门，甚至任何部门都不用去，直接实现在粤省事微信小程序上完成办理。
在2019冠状病毒病疫情爆发后，广东省级健康码粤康码即依托于该平台开发。